# Asura prionosticha
Asura prionosticha là một loài bướm đêm thuộc phân họ Arctiinae, họ Erebidae.